# Microrregión Sergipana do Sertão do São Francisco
La microrregión Sergipana do Sertão do São Francisco es una de las microrregiones del estado brasilero de Sergipe perteneciente a la mesorregión del Sertão Sergipano. Está dividida en nueve municipios.

## Municipios
- Canindé de São Francisco
- Feira Nova
- Gararu
- Gracho Cardoso
- Itabi
- Monte Alegre de Sergipe
- Nossa Senhora da Glória
- Poço Redondo
- Porto da Folha

- Datos: Q1864428